# Emma Hamilton
Amy Lyon (Ness, Cheshire, Anglia, 1761. – Calais, 1815. január 15.) angol társasági hölgy, Emma Hart néven ismert festőmodell és táncosnő, majd Lady Emma Hamilton Sir William Hamilton nápolyi brit nagykövet felesége, Mária Karolina nápoly–szicíliai királyné bizalmas barátnője, Horatio Nelson brit altengernagy szerelme, George Romney festő múzsája. Ismertté vált szerelmi ügyei, kifinomult pantomimhoz közelítő előadóművészete a 18–19. század fordulóján az előkelő társaságokban Európa-szerte ismert személyiséggé tették.

Emma, mint bacchánsnő (M.L.É. Vigée-Lebrun festménye, 1790–1791. Háttérben a Vezúv, Sir Charles vesszőparipája.

## Élete

### Viharos ifjúkora
Amy Lyon 1761-ben egyszerű sorból született a Neston város közelében fekvő Ness faluban, az északnyugat-angliai Cheshire grófságban. Apja, Henry Lyons kovácsmester, Amy születése után két hónappal meghalt. A kislányt anyja, született Mary Kidd nevelte fel, az észak-walesi Flintshire grófsághoz tartozó Hawarden városban. Amy nem járt iskolába. Csak négyéves korában keresztelték meg, keresztlevelének dátuma 1765. április 26. Egyes források ezt adják meg születésének időpontjaként.
1777-től anyjával élt Londonban, ahol szolgálólányként dolgozott egy családnak. Itt ismerkedett meg egy másik szobalánnyal, aki színházi munkába bevonta a Drury Lane Színházban a Covent Gardenben. Itt több színésznő szobalánya lett. Innen csatlakozott egy másik színházhoz, ahol táncos és modell munkát is kapott. Szépsége mellett jól is táncolt és énekelt, így több férfi hódolója is akadt magas társadalmi körökből. 1781-ban, 16 éves korában, akkori egyik hódolójától, Sir Harry Featherstonhaugh-tól egy leánygyermeke is született, akit Emma Carew-ként kereszteltek meg , és aki nevelését dédanyjára bízták Hawarden-ben élete első 3 évében. A kislányt gyakran látogatta, egy ideig Londonban maga is nevelte. Később egy manchesteri iskolamester és felesége nevelték. 
Sir Harry Fetherstonhaugh nem vette könnyedén a nem kívánt gyermek születését és Emma előbbi barátjához Charles Francis Greville (1749–1809), Warwick akkori grófjának másodszülött fiához fordult támogatásért. Az ő barátnőjeként és kérésére nevét később Mrs Emma Hartra változtatta. Édesanyja Mrs Cadogan is vele élhetett, részben segítségnek, részben kísérőnek. Greville egy kis házat bérelt Emmának az Edgware Row-n, Paddington Green-ben, ami akkoriban falusias része volt Londonnak.

### A legmagasabb körökben
Charles Francis Greville Emma eltartásának költségeit csökkentendő elküldte őt barátjához, George Romney festőhöz, hogy üljön neki modellt. Romney, aki épp új modellt és múzsát keresett, szintén Emma szépségének hatása alá került, nagyszámú romantikus és igen sikeres portrét és festményt készített róla. Ezzel vált Emma ismertté festményeket vásárló és értékelő társadalmi körökben.
1786-ban Charles Greville, aki hatalmas adósságokat halmozott fel, elhatározta, hogy mégis inkább egy hozzáillő családból keres magának gazdag feleséget.Ezért Emmától megszabadulandó elküldte Nápolyba látogatóba, és javasolta nagybátyjának, a megözvegyült Sir William Hamiltonnak (1730–1803), hogy társasági életét bízza rá. Sir William 1764 óta a brit kormány nápolyi nagykövete volt, emellett műgyűjtő is. Sir William számára megnyugtató volt, hogy unokaöccsének a gazdag feleséggel jó háttere lesz, és a továbbiakban nem ő fizeti Greville tetemes adósságait. 
Sir William Hamilton az antik tárgyak szépsége mellett azonban Emma szépségét és bájos lényét, vidám természetét is csodálni kezdte, igen gyorsan beleszeretett a nála 35 évvel fiatalabb Emmába. Sőt – Greville és az egész arisztokrata társaság legnagyobb megdöbbenésére – 1791. szeptember 6-án a londoni Szent György templomban feleségül is vette. Sir William társaként Lady Hamilton, a nápolyi brit nagykövet hitvese lett. 
Nápolyban találta ki az antik szobrok és színpadi szereplés keverékét, az ún. Attitude-öt. Ezek életképek, életre lehelt klasszikus jelenetek, művek voltak. Az európai társaság krémje Nápolyba látogatva vendégként csodálhatta meg és vitte hírét ennek az új művészetnek. Követői is akadtak.Emma klasszikus ruhákon szépséges fátylat viselve ógörög mondák és római történelmi események élőképeit adta elő Médeiától Kleopátráig. Illusztris művészek, írók, arisztokraták Európa minden országából igyekeztek a Hamilton-szalon fogadásaira, köztük az akkor már nagyhírű Johann Wolfgang von Goethe német költő. Uralkodók is megfordultak nála, szalonjából új társasági táncok és új, görögösen lenge ruhadivatok indultak hódító útjukra. Szépségével és művészetével olyan hírnévre tett szert, amit mai művészettörténészek Marilyn Monroe-éhoz hasonlítanak. A korszak ünnepelt festői kérték fel a szép Emmát modellnek, mint Angelika Kauffmann (1741–1807) és Johann Heinrich Wilhelm Tischbein (1751–1829).

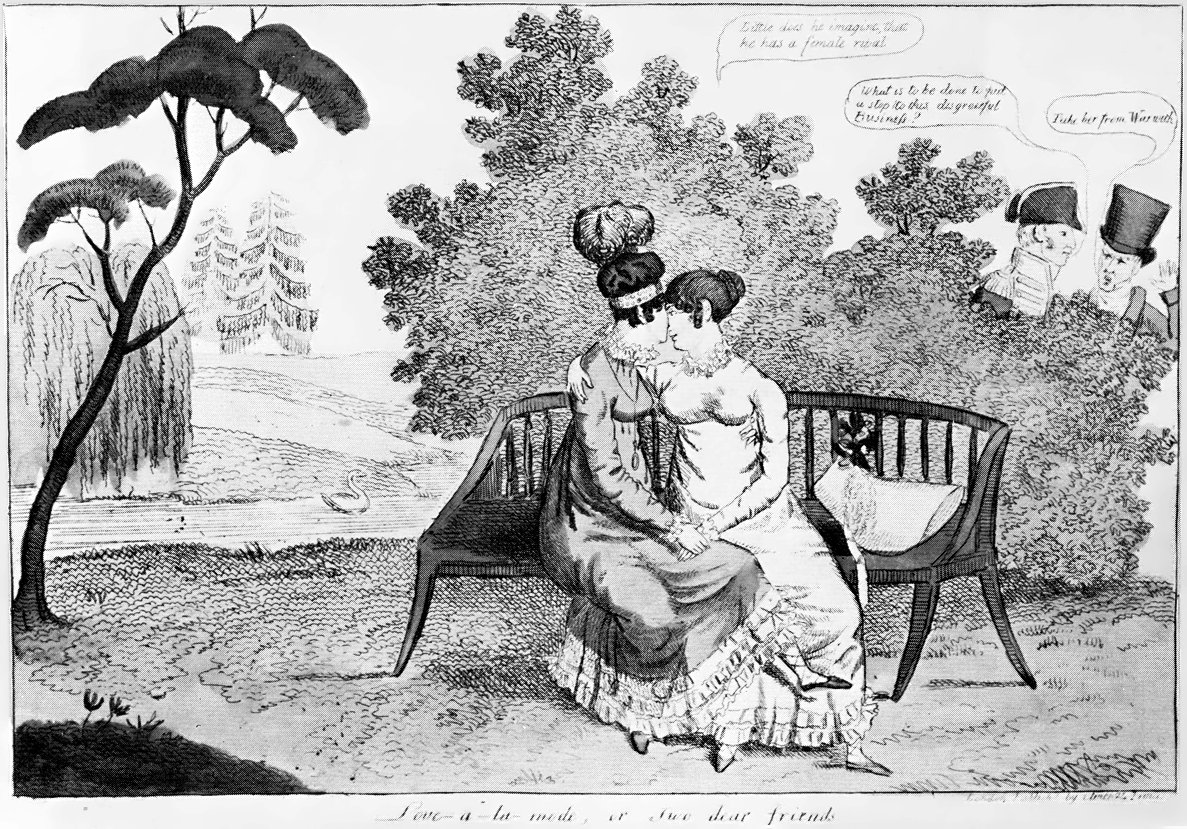
Angol gúnyrajz Lady Hamilton és Mária Karolina nápoly–szicíliai királyné leszbikus viszonyáról.

Lady Hamilton szoros baráti kapcsolatba került Mária Karolina nápoly–szicíliai királynéval, IV. Ferdinánd nápolyi király feleségével, aki bizalmába fogadta. Emma, kapcsolatai révén értékes társasági értesüléseket és diplomáciai információt gyűjtött a királyné számára. Mária Karolina ellenfelei, elsősorban apósa, III. Károly spanyol király rossz szemmel nézték Emma befolyását a határozott jellemű királynéra, aki férje helyett kormányozta a Nápolyi Királyságot, és Nagy-Britannia szövetségét kereste a spanyol dominancia és a francia forradalom ellen. A spanyol királyi udvar ügynökei számos pletykát terjesztettek Lady Emma és a királyné állítólagos leszbikus kapcsolatáról, ezeket a francia és az angol szennylapok is felkapták.
1793-ban, amikor a Nápolyi és a Szicíliai Királyság csatlakoztak a Franciaország elleni első koalícióhoz, a brit Admiralitás Horatio Nelson kapitányt küldte a nápolyi partok védelmére. Emma Hamilton akkor ismerkedett meg Nelsonnal, amikor a brit nagykövet feleségeként jelen volt a flotta tisztjeit üdvözlő fogadáson.

### Kapcsolata Nelsonnal
Nelson öt év múlva, 1798-ban tért vissza ismét Nápolyba, ekkor már mint altengernagy, élő legendaként, a nílusi csata és sok már ütközet győzteseként. A háború súlyos nyomait azonban magán viselte: elveszítette egyik szemét, legtöbb fogát és jobb karját. Gyakran köhécselt, idő előtt megöregedett. A kortársak beszámolói szerint Emma elájult, amikor meglátta, de aztán önfeláldozóan gondjaiba vette, férje házában ápolta. Az altengernagy 40. születésnapja alkalmából nagy ünnepséget rendezett 1800 meghívott vendéggel. Hamarosan egymásba szerettek és viszonyuk lett, amit az idős férj, Sir William eltűrt, sőt bátorított, annyira tisztelte és csodálta a nagy Nelsont. Emma visszatért Angliába, hogy nyíltan együtt élhessen Nelsonnal.
A kapcsolatból Emma 1801. január 31-én egy leányt szült, Horatia Nelsont, férjének londoni házában, a Clarges Street-en, a Piccadilly negyedben. A nyilvánosság előtt zajló, az újságokban is tárgyalt affér miatt az Admiralitás újra szolgálatba rendelte Nelsont. A La Manche védelmében vett részt, de az 1801. október 22-i fegyverszünet után, rossz egészségi állapotban ismét hazatérhetett Angliába, Emmához. 1802-ben Nelson megvásárolta a Merton Place udvarházat Surrey grófságban (ma Délnyugat-London), a mai Wimbledon peremén, ahol egy darabig együtt laktak Emma Hamiltonnal, sőt, néha Sir Williammal is. A hármas kapcsolat (ménage à trois) izgalomban tartotta a londoni közvéleményt. A pletykalapok minden lépésükről tudósítottak. Lady Hamilton öltözködését, lakberendezésének stílusát, a házban rendezett estélyek vacsorák menüjének fogásait sokan utánozták.
Sir William 1803-ban elhunyt. Nelson hamarosan visszatért a tengerre, magára hagyva Emmát, aki második gyermekükkel volt terhes. Magányosságát azzal igyekezett enyhíteni, hogy Merton Place-i otthonukat nagyszabású úri házzá fejlessze, ahogy Nelson kívánta. 1803 elején megszületett Emma Nelsontól való második gyermeke, egy kislány, aki néhány hetes korában meghalt. Az elkeseredett anya szerencsejátékokban keresett vigasztalást, hatalmas összegeket játszott el, féktelen költekezésbe kezdett.

### Lecsúszás
Nelson altengernagy 1805-ben elesett a trafalgari csatában. Az úri társaság ezután gyorsan „leírta” Emmát. Nelson hiába volt Anglia nemzeti hőse, Emmát már csak erkölcstelen múltú özvegyasszonynak tekintették, aki egy másik nős férfivel élt, sőt törvénytelen leányt szült neki. Felerősödtek a pletykák, amelyeket főleg Mária Karolina királyné apósa, III. Károly spanyol király és Napóleon császár ügynökei terjesztették a királyné rovására, de angol röpiratok is felhánytorgatták kicsapongó ifjúságának ügyeit.
A nemzeti hősök hátrahagyott hozzátartozóinak támogatása a kormány kötelezettsége volt, de Emma Hamilton és Horatia Nelson esetében ezt figyelmen kívül hagyták, támogatást kérő beadványukra választ sem adtak. A hivatalos Anglia helyettük Nelson bátyját és „törvényes” családtagjait halmozta el címekkel, jutalmakkal és a tisztelet számos más jelével.
Emma rövid idő alatt nyakára hágott a Sir William Hamilton után kapott szerény nyugdíjának, és komoly adósságokba verte magát. Nelson birtokait, végrendelete értelmében saját bátyja örökölte. Csak a mertoni házat hagyta Emmára, aki ezt Nelson-emlékhellyé próbálta tenni, ez azonban felemésztette maradék pénzét is.
Egy évet töltött az adósok börtönében. Nelsontól született leánya, Horatia, ekkor még vele élt. Szabadulása után Emma Franciaországban keresett menedéket hitelezői elől. Ivásra adta a fejét, és teljesen elszegényedve halt meg 1815. január 15-én Calais-ban, májzsugor következtében.

### Leányai és unokái
Első leánya, az 1780-ban Sir Harry Featherstonhaugh-tól született Emma Carew, Wales-ben nevelkedett nagyanyjánál. Amíg Emma Sir William Hamilton felesége volt, rendszeresen látogatta leányát, de amikor anyja eladósodott, a leány külföldre kényszerült, társalkodónőként és szolgálóleányként dolgozott. Valószínűleg nem sokkal élte túl anyját.
Második leánya, Horatia Nelson (1801–1881) anyjával élt Mertonban. Emma halála után, 1815-ben Horatia feleségül ment Philip Ward kenti tiszteleteshez. Tíz gyermekük született, Lord Nelson unokái:
- Horatio Nelson Ward (* 1822. december 8.)
- Eleanor Philippa Ward (* 1824 áprilisában)
- Marmaduke Philip Smyth Ward (* 1825. május 27.)
- John James Stephen Ward (* 1827. február 13.)
- Nelson Ward (* 1828. május 8.)
- William George Ward (* 1830. április 8.)
- Edmund Ward (* 1832. július 10.)
- Horatia Ward (* 1833. november 24.)
- Philip Ward (* 1834.)
- Caroline Ward (* 1836. január)

## Képgaléria

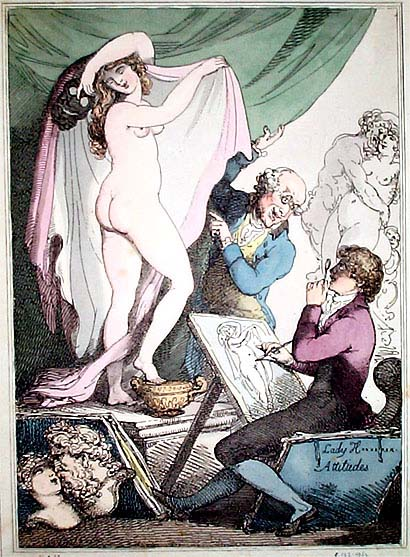
Thomas Rowlandson gúnyrajza Emmáról, a festőmodellről.
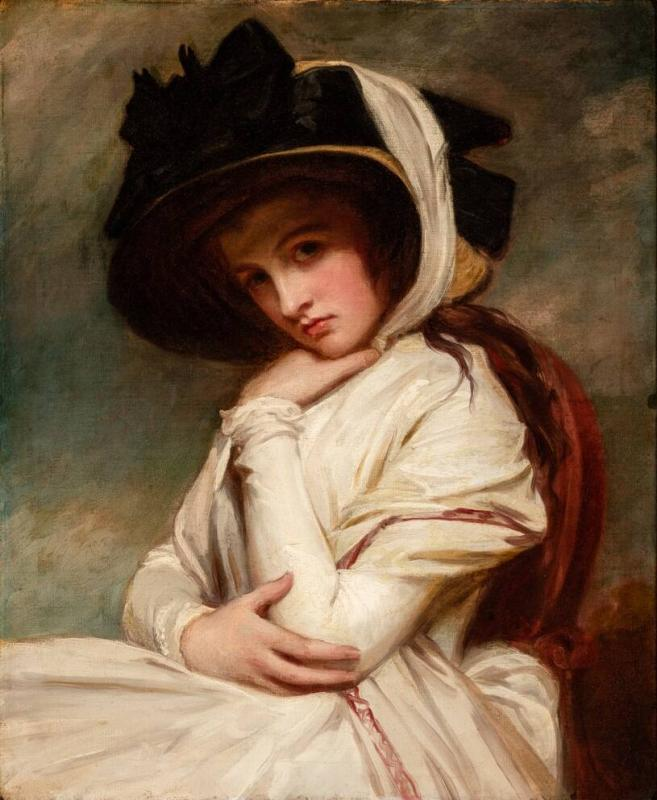
Emma portréja (G. Romney festménye, 1780-as évek).
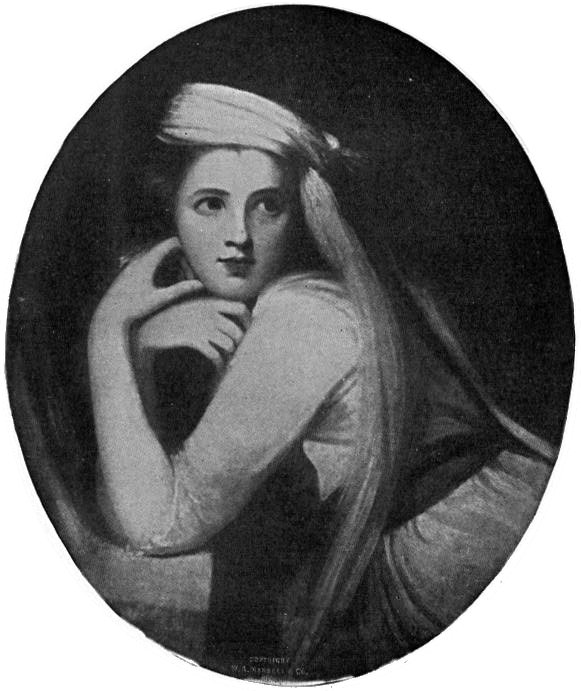
Emma portréja (G. Romney festménye, 1780-as évek).
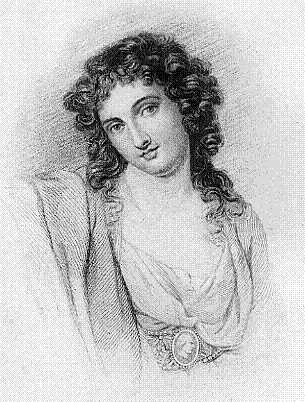
Emma Hamilton arcképe (G. Romney után)

## Emléke
- Az olasz konyha ismert desszertje, a Zuppa Inglese – az angoloknál ismert trifle (egyfajta pudding) alkoholos változata – Lady Hamilton nápolyi tartózkodásának idejéből származik.
- A nápolyi tengerparton, a Palazzo Donn’Anna palotát tartják Sir William Hamilton brit királyi ügyvivő nyaralójának. Egy másik elmélet a feljebb álló "Villa Emma" nevű szép kilátást adó kastélyka volt a nápolyi angol társaság vigalmainak helyszíne (Via Fernando Russo)

## Szépirodalom, játékfilm
Lord Nelson, a népszerű háborús hős, és romantikussá eszményített szerelme, Emma Hamilton számos szépirodalmi műben és játékfilmben megjelenik. A legismertebbek:
- Alexandre Dumas: Lady Hamilton c. regénye.
- Susan Sontag: The Volcano Lover: A Romance, regény, 1996. ISBN 3-596-10668-0.
- 1921. október 20-án tartották meg Richard Oswald osztrák rendező Lady Hamilton c. némafilmjének ősbemutatóját. (Magyar címe az IMDb szerint „Hamilton lady élete és szerelmei”)
- 1926-ban mutatták be Berlinben Eduard Künneke Lady Hamilton c. operettjét.
- 1929-ben készült el a The Divine Lady c. amerikai film. Lady Hamilton alakítója Corinne Griffith volt.
- Az 1941-ben készült Lady Hamilton (That Hamilton Woman) c. amerikai játékfilmben (rendezte Korda Sándor) Lord Nelsont Laurence Olivier alakította. Lady Hamiltont Vivien Leigh játszotta, aki a valóságban is Olivier élettársa volt. A második világháború közepén bemutatott filmet a brit–amerikai fegyverbarátság elmélyítésére szánták. Winston Churchill igen kedvelte, és állítólag 83-szor tekintette meg.
- Az 1973-as The Nelson Affair c. amerikai filmben Lady Hamilton szerepét Glenda Jackson játszotta.
- C. S. Forester Horatio Hornblower című, 1937–1966 között írt regénysorozatában a címszereplő Hornblower kapitányt Lord Horatio Nelsonról mintázta. A regényből 1951-ben angol játékfilm készült, Captain Horatio Hornblower R.N. címmel, rendezte Raoul Walsh. Magyarországon Őfelsége kapitánya címmel játszották, a címszerepet Hornblower kapitányt Gregory Peck, nagy szerelmét, Barbara Wellesley-t Virginia Mayo játszotta. A Hornblower történetekből 1998–2001 között többrészes amerikai tv-sorozat is készült, Andrew Grieve rendezésében.
- I Remember Nelson (angol tv-sorozat, 1982). Lady Hamilton alakítója Geraldine James.